# مقاطعة كيرشاو (كارولاينا الجنوبية)
مقاطعة كيرشاو هي مقاطعة في كارولاينا الجنوبية، بلغ عدد سكانها 61٬697  نسمة، في 2010، عاصمتها كامدن، تبلغ مساحتها 1٬917 كيلومتر مربع.

## الموقع
تشترك في الحدود مع:
- مقاطعة لانكستر.

## التقسيمات الإدارية
- كامدن.